# Juan Manuel Álvarez Álvarez
Juan Manuel Álvarez Álvarez (* 12. April 1948 in Mexiko-Stadt; † 2. Juli 2025) war ein mexikanischer Fußballtrainer und Spieler auf der Position des Verteidigers, der seit 2009 Vizepräsident des Fußballvereins Jaguares de Chiapas war.

## Leben

### Stationen als Spieler
Bevor Álvarez 1971 Profispieler in der mexikanischen Primera División wurde, spielte er für den Amateurverein Celta FC in der Hauptstadtliga Española de Fútbol.
Während seiner gesamten Profikarriere stand er ausschließlich bei zwei Vereinen unter Vertrag: zunächst von 1971 bis 1977 bei seinem „Heimatverein“ Atlético Español und für die nächsten acht Jahre bei den Tecos de la UAG. 

### Nationalmannschaft
Álvarez begann seine Nationalmannschaftskarriere in der mexikanischen Olympiaauswahl, die Mexiko bei den Olympischen Sommerspielen 1972 in München vertrat.
Sein Debüt in der A-Nationalmannschaft, für die er insgesamt acht Spiele absolvierte, feierte er am 8. August 1973 in einem Freundschaftsspiel gegen Polen, das 1:2 verloren wurde. Danach kam er erst wieder 1975 gegen die DDR und 1979 gegen Spanien (beide Spiele wurden 1:0 gewonnen) zum Einsatz. 
Seine letzten fünf Länderspieleinsätze fanden 1981 in einem Freundschaftsspiel gegen Spanien (1:3) am 23. Juni 1981 sowie in vier WM-Qualifikationsspielen im November 1981 statt, bei denen Mexiko hinter den eigenen Erwartungen zurückblieb und die WM-Teilnahme verpasste: Einem 4:0 gegen Kuba folgten ein 0:1 gegen El Salvador, jeweils ein 1:1 gegen Haiti und Kanada (das einzige Spiel, in dem Álvarez nicht eingesetzt wurde) sowie ein 0:0 gegen Honduras.

### Stationen als Trainer
Álvarez feierte sein Trainerdebüt am 5. Juni 1988 in Diensten der Correcaminos de la UAT. Obwohl er sein Debütspiel als Trainer gegen Deportivo Guadalajara mit 1:0 gewann, konnte er die Mannschaft so kurz vor Saisonende nicht mehr vor dem Abstieg aus der ersten Liga bewahren. 
Seinen größten Erfolg als Trainer feierte er in der Saison 1994/95, an deren Ende er mit Atlético Celaya die Zweitligameisterschaft der erstmals ausgetragenen  Primera División 'A' gewann und den Aufstieg ins Oberhaus schaffte. 
Zwei Jahre später erlebte er am Saisonende 1997/98 mit dem Abstieg der von ihm betreuten Tiburones Rojos Veracruz einen weiteren Abstieg aus der Primera División. 
Danach war Álvarez in der mexikanischen Primera División fast ausschließlich als Assistenztrainer verschiedener Vereine tätig und übernahm nur noch zweimal in Vertretung für einen jeweils ausgefallenen Cheftrainer für jeweils zwei Spiele die Rolle des Interimstrainers: 2002 bei Cruz Azul und zuletzt 2010 bei den Jaguares de Chiapas, bei denen er seit 2009 das Amt des Vizepräsidenten bekleidete.